# Koundi (Burkina Faso)
Pour les articles homonymes, voir Koundi.
Koundi est une commune située dans le département de l'Andemtenga de la province de Kouritenga dans la région du Centre-Est au Burkina Faso.